# کورینت (تگزاس)
کورینت، تگزاس(به انگلیسی: Corinth, Texas) شهری در ایالت تگزاس از ایالات جنوبی ایالات متحده آمریکا است. در سرشماری سال ۲۰۰۰، جمعیت این شهر ۱۱۳۲۵ نفر اعلام شد.